# Урмас Пает
Урмас Пает (нар. 20 квітня 1974, Таллінн) — естонський політик, дипломат. Міністром закордонних справ Естонії з 2005 по 2014 рік. Є членом естонської Партії реформ.

## Життєпис
Народився 20 квітня 1974 року в Таллінні, Естонія. У 1996 закінчив Тартуський університет, здобув ступінь бакалавра з політології. У 1996 пройшов курс магістратури «Міжнародні відносини» в Університеті в Осло. У 1999 здобув ступінь магістра з політології. Володіє естонською, російською, англійською, німецькою і фінською мовами.

## На журналістській роботі
У 1991–1992 рр. редактор головної редакції закордонної інформації естонського радіо. У 1993–1994 рр. редактор редакції новин естонського радіо. З 1994 по 1998 репортер редакції новин АТ «Постімеес». З 1998 по 1999 старший редактор і журналіст з політичних питань редакції новин Ат «Постімеес».

## Політична діяльність
У 1999 році приєднався до Партії Реформ і став професійним консультантом. Він працював заступником мера Ниммі (район Таллінна) з 1999 по 2003 рік. У квітні 2003 року, коли уряд Юхана Партса приступив до виконання своїх обов'язків, Пает став міністром культури Естонії. Він залишався на цій посаді до квітня 2005 року, коли уряд пішов у відставку. З квітня 2005 року, коли кабінет Андруса Ансипа приступив до виконання своїх обов'язків, він став міністром закордонних справ Естонії.